# Egyházasrádóc
Egyházasrádóc è un comune dell'Ungheria di 1.355 abitanti (dati 2001). È situato nella contea di Vas.